# Kodros
Kodros (stgr. Κόδρος) – półlegendarny król Aten w XI wieku p.n.e.

## Życiorys
Pochodził z Pylos w Mesenii, był potomkiem Nestora. Podczas najazdu Heraklidów na Peloponez uszedł wraz z ojcem, Melantosem, do Aten. Tam zostali gościnnie przyjęci przez króla Tymojtesa, ostatniego władcę z rodu Tezeusza, który oddał tron Melantosowi. Po śmierci ojca Kodros odziedziczył władzę w Atenach.
Za panowania Kodrosa Attyka została najechana przez Peloponezyjczyków. Wyrocznia delficka przepowiedziała najeźdźcom zwycięstwo, o ile ci oszczędzą króla Aten. Kodros dowiedział się jednak o tym proroctwie i postanowił poświęcić swoje życie dla ratowania miasta. W przebraniu ubogiego człowieka wyszedł poza mury miejskie udając, że zbiera drewno. Napotkawszy żołnierzy wroga, wdał się z nimi w utarczkę i zginął z ręki jednego z nich. Po tym wydarzeniu Peloponezyjczycy, świadomi swojej klęski, odstąpili od najazdu i wrócili do domu.
Po śmierci Kodrosa władzę w Atenach objął jego syn, Medon, nie przybierając jednak tytułu królewskiego i zapoczątkowując tym samym okres archontatu. Inni potomkowie Kodrosa rozproszyli się po świecie i zasiedlili wybrzeża Jonii. Jeden z nich, Neleus, miał osiąść w Milecie.